# 普利茅斯鎮區 (愛荷華州普利茅斯縣)
普利茅斯鎮區（英語：Plymouth Township）是位於美國愛荷華州普利茅斯縣的一個行政鎮區。

## 地方資料
根據2010年美國人口普查的數據，普利茅斯鎮區的面積為92.34平方千米，當中陸地面積為92.32平方千米，而水域面積為0.02平方千米。當地共有人口1023人，而人口密度為每平方千米11.08人。